# Scopula rufilinearia
Scopula rufilinearia är en fjärilsart som beskrevs av Walker 1861. Scopula rufilinearia ingår i släktet Scopula och familjen mätare. Inga underarter finns listade.